# DN67C
De DN67C (Drum Național 67C of Nationale weg 67C), ook wel bekend als Transalpina, is een weg in Roemenië. Hij loopt van Ciocadia via Novaci naar Sebeș. De weg is 148 kilometer lang. Deze weg bereikt een hoogte van 2145 meter. Daarmee is het hoogste punt, hoger dan de meer bekende Transfăgărășan. 
Geschiedenis
Mogelijk bestond er al een route in de Romeinse tijd. Er gaan meerdere verhalen over het begin van de weg. Wat in ieder geval wel duidelijk is dat in de jaren dertig, besloten is door koning Carol II dat er een weg door de bergen moest komen. Voor militaire doeleinde. In 1939 is dit opgeleverd.  
Tijdens de Tweede Wereldoorlog is de weg hersteld door de Duitsers.  
Na deze tijd raakte de weg in een slechte staat, door gebrekkig onderhoud. Na 1989 zijn stenen van steunmuren gebruikt om villa's te bouwen in Rânca.  
Modernisering
In 2008 is besloten om de weg te moderniseren. Vanaf Novaci was het maar tot circa 1600 meter hoogte verhard. In 2009 is hier mee begonnen, maar in 2013 ging de aannemer failliet. Op 15 augustus 2015 is de weg als opgeleverd beschouwd.

## Geschiedenis
De Transalpina werd in 1935 geopend door koning Carol II van Roemenië. De weg had toen vooral een militair doel om snel de bergen over te steken.